# Selezione parentale
Con il termine di selezione parentale (in inglese kin selection) si definisce nel campo della biologia evolutiva e della sociobiologia il meccanismo di selezione su base evoluzionista che ha portato all'affermazione dei modelli di comportamento in cui un soggetto/organismo rinuncia ad una parte di proprie risorse (tempo e/o energie) o si assume un determinato rischio per fornire un beneficio ad un altro soggetto/organismo con cui possiede un legame di parentela ravvicinato, allo scopo di favorire la trasmissione preferenziale della propria linea genetica. Si tratta di uno dei meccanismi selettivi che hanno dato origine ai comportamenti altruistici su base parentale nel mondo animale e dunque anche nell'uomo.

## Origini della teoria
Già Charles Darwin ne L'origine delle specie faceva notare che il comportamento altruistico negli insetti sociali poteva essere spiegato efficacemente estendendo il concetto di selezione individuale all'ambito familiare. Furono poi Ronald Fisher e J. B. S. Haldane i primi a tentare un approccio matematico al problema, operazione che William Donald Hamilton sviluppò rigorosamente in due famose pubblicazioni nel 1963 e 1964, proponendo quella che è stata poi definita "regola di Hamilton". Il termine "selezione parentale" (kin selection) lo si deve probabilmente a John Maynard Smith.

## Selezione parentale e gene egoista
Il ragionamento alla base della selezione parentale può essere visto come una logica conseguenza della teoria evoluzionistica del "gene egoista", nata dagli studi di George C. Williams, efficacemente divulgata da Richard Dawkins nel libro Il gene egoista, che individua nel gene l'elemento base che tende a propagarsi nel corso delle generazioni tramite la produzione di copie esatte di se stesso, e non l'individuo o l'essere vivente, sempre diverso con il succedersi delle generazioni (eccezion fatta per il fenomeno dei gemelli). L'essere vivente, secondo questa prospettiva gene-centrica della teoria evolutiva, altro non è che un fenotipo estremamente complesso, generato grazie alla sintesi organica di proteine codificate dal genotipo di quel determinato individuo, ossia dall'insieme dei suoi geni. E sono proprio i geni che ne costituiscono l'essenza biologica e quindi, in conclusione, l'unità di sopravvivenza di base. Tali geni tendono a produrre fenotipi che assicurino la perpetuazione del maggior numero di copie di se stessi, attraverso meccanismi di tipo biologico, psicologico, nonché, come arguito sempre dallo stesso Dawkins nel suo saggio Il fenotipo esteso, addirittura culturali, come frutto dell'encefalo e, quindi, dell'unità biologica dell'animale. L'essere vivente, da un punto di vista evoluzionistico, non è che un meccanismo atto a passare alle generazioni successive il maggior numero di copie del maggior numero dei propri geni. In questo quadro la parentela stretta diventa la migliore garanzia per la trasmissione di un maggior numero possibile di geni in comune. Una postilla a parte si apre con la tematica dell'incesto, ossia della riproduzione tra due individui che condividono troppi geni tra di loro e, quindi, possiedono un alto rischio di far venire alla luce come dominanti nel neonato malattie genetiche talvolta latenti in quanto recessive. A questo proposito, molti studiosi, tra cui lo stesso Dawkins, suggeriscono che il tabù dell'incesto sia riconducibile all'istinto naturale atto ad evitare la riproduzione con parenti eccessivamente stretti.

## Regola di Hamilton
La regola di Hamilton formalizza matematicamente il concetto di selezione parentale, indicando quando un gene che esprime un comportamento di tipo altruistico può diffondersi.
{\displaystyle rB>C}
dove 
r = la vicinanza genetica tra due individui, ovvero la probabilità che due geni presenti nello stesso locus genico siano identici.
B = il beneficio dell'atto altruistico al fine del vantaggio riproduttivo.
C = il costo in termini riproduttivi a carico di chi compie l'atto altruistico.
Studi effettuati con simulazioni e, più recentemente, utilizzando robot programmati appositamente per interagire in ambienti controllati, hanno fornito dimostrazioni della validità di questa regola.

## Selezione parentale e fitness inclusiva
Il concetto di selezione parentale è collegato all'affine concetto di fitness inclusiva elaborato sempre da William Donald Hamilton nel 1965. Per "fitness", in ambito biologico ed evoluzionistico ci si riferisce alle capacità di adattamento che portano un essere vivente ad essere maggiormente adattabile all'ambiente circostante e, quindi, ad aumentare le sue probabilità di successo evolutivo, ossia di riprodursi. La fitness inclusiva è rappresentata dalla somma della fitness diretta dell'individuo, cioè il numero di figli generati in proprio, e della fitness indiretta, cioè il numero di figli generati da parenti più o meno stretti grazie all'azione altruistica dell'individuo. La fitness inclusiva dell'individuo altruista sarà tanto maggiore quanto maggiore è il suo coefficiente di parentela con l'individuo aiutato, cioè quanto maggiore sarà la frazione di geni condivisi tra i due individui per effetto di una comune discendenza. Ad esempio tra genitori e figli il coefficiente di parentela è 0,5 e ciò significa che padre e figlio condividono il 50% dei geni; tra fratelli è ancora 0,5, mentre tra nonno e nipote o tra fratellastri è solo 0,25, che corrisponde al 25% di probabilità media di condividere dei geni in comune. Questo spiega il motivo per cui molti dei comportamenti altruistici che gli individui manifestano nel corso della loro vita sono soprattutto diretti verso i parenti stretti, perché in tal modo l'altruista può incrementare indirettamente la trasmissione del proprio patrimonio genetico alle future generazioni. I geni che codificano l'altruismo verso i parenti tendono quindi ad espandersi nella popolazione per effetto del numero di discendenti che possiedono tali geni. L'altruismo preferenziale verso i parenti o nepotismo è quindi una strategia evolutivamente stabile (vedi John Maynard Smith) osservabile in tutti gli animali e in particolare nelle specie eusociali di insetti (api, formiche, termiti).

## Esempi
In accordo a questa teoria, tutti i comportamenti di protezione dei piccoli e di cure parentali, e gli adattamenti fisiologici correlati presenti in natura possono essere ricondotti al meccanismo della selezione parentale. Riguardo ai rapporti altruisti meno comuni che si ritrovano al di fuori dell'ambito del rapporto genitori-figli, esempi particolarmente significativi li si ritrova negli insetti eusociali, nonché all'interno dello stesso consorzio umano, specialmente in tempo di estrema globalizzazione: secondo i neoevoluzionisti, infatti, tra cui di particolare autorevolezza gode Pierre Van Den Berghe, in una società etnicamente sempre più differenziata, tende ad emergere in maniera sempre più intensa, sebbene talvolta non chiaramente percettibile, il fenomeno del nepotismo etnico, causato appunto dal meccanismo della selezione parentale: un individuo medio tenderà, in ultima analisi, a favorire maggiormente, in un contesto di competizione per le risorse sempre più caratterizzato da marcatori interetnici, coloro che egli reputerà, da un punto di vista fenotipico, geneticamente a lui più simili, diminuendo il grado di investimento delle proprie risorse in termini altruistici in cerchi concentrici, dalla famiglia stretta a quella allargata, passando per l'etnia, fino ad arrivare al limite estremo dell'umanità (per una esposizione più dettagliata di questa teoria, vd. Van Den Berghe, 1987).
Una dimostrazione particolarmente significativa della validità di questo concetto nei gruppi sociali umani può essere desunto dalle situazioni di estrema competizione che si verificano nei casi di calamità. Analizzando due casi famosi nella storia americana, quello dei primi coloni sbarcati nel 1620 con la nave Mayflower, e quello della Spedizione Donner, che ebbero una mortalità in entrambi i casi vicina al 50%, risulta che le perdite maggiori si ebbero tra chi viaggiava da solo, mentre si salvarono in maggior percentuale gli appartenenti a gruppi familiari.